# Clitocybe squamulosa

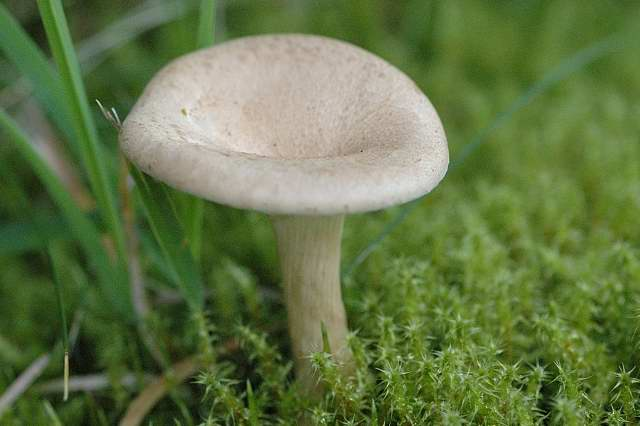

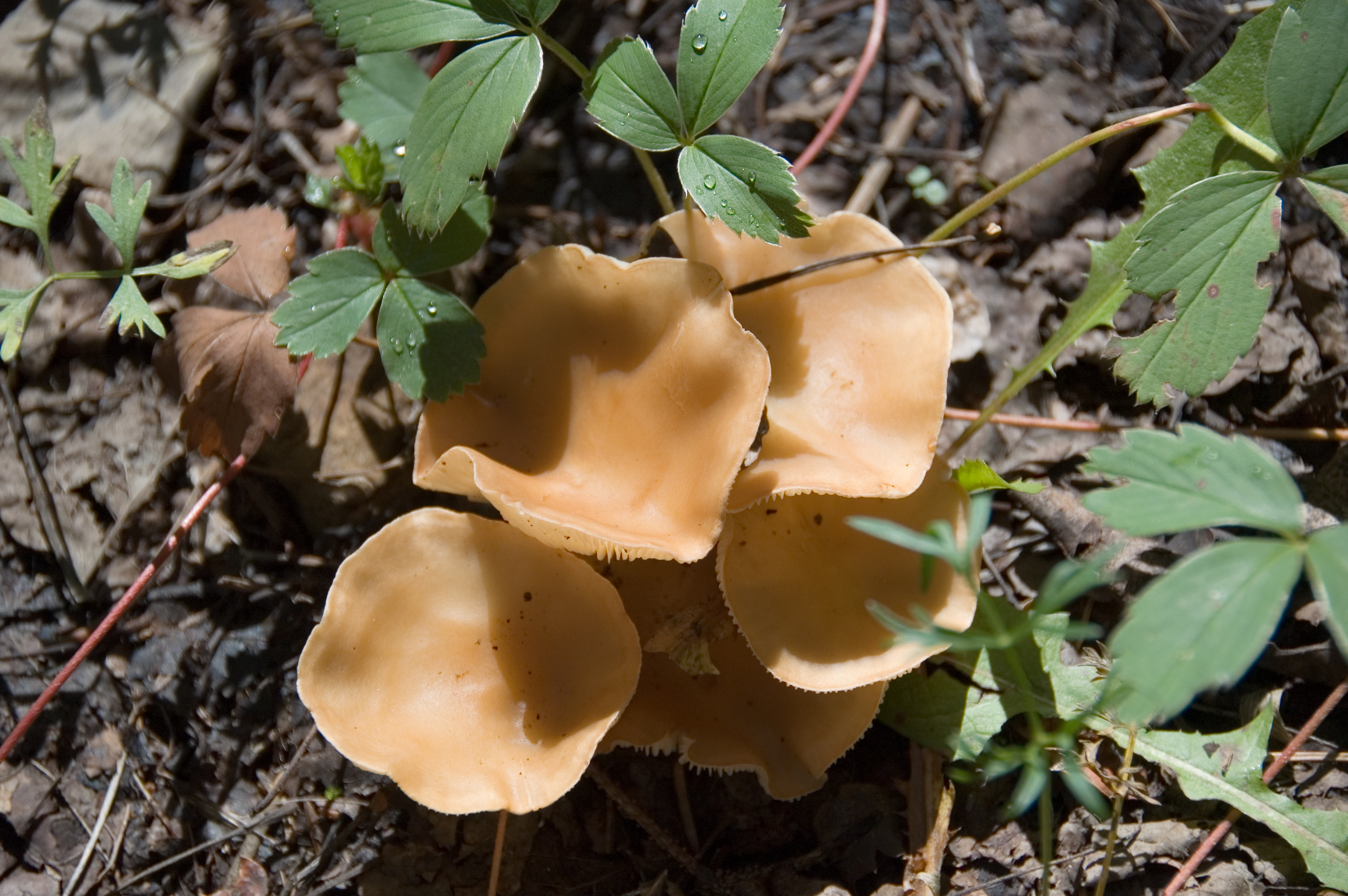

Clitocybe squamulosa és una espècie de fong agarical de la família de les clitocibàcies (Clitocybaceae). És un bolet comestible, però no té gaire tradició culinària a la gastronomia catalana.

## Descripció
El barret mesura de 3 a 7 cm de diàmetre i té una marcada forma d'embut, tret comú a la majoria d'espècies de Clitocybe. La superfície, de vellutada a finament esquamosa, és de color variable segons el grau d'hidratació: bru vermellós més o menys pàl·lid en temps sec i bru fosc en condicions d'humitat elevada. El marge és molt característic, ja que sol estar cargolat cap a l'interior (involut) en els exemplars més joves i es troba molt ondulat. Les làmines s'estenen per la cama de forma molt evident (làmines decurrents) i són blanquinoses o de color crema, més rosades en envellir. La cama mesura de 3 a 6 cm de longitud, és cilíndrica, del mateix color que el barret i presenta algunes fibril·les longitudinals; la base està engruixida i conserva restes de miceli en les quals queda adherida la fullaraca. La carn és prima i de color blanquinós; fa una olor i té un sabor suaus i agradables, fúngics. Les espores mesuren 5,5-7 x 3,5-4,5 µm, són llises, hialines i en forma de gota o el·lipsoidals. Els basidis són tetraspòrics i claviformes (en forma de porra).

## Hàbitat i distribució geogràfica
Fructifica freqüentment tant en boscos de planifolis (alzinars, suredes i rouredes) i de coníferes o boscos mixtos, com a l'estatge alpí, entre Dryas octopetala o salzes, i entre 50 i 2.500 m d'altitud. Apareix des de l'estiu fins al final de la tardor (des del juliol fins al desembre), generalment després de les pluges. Es troba a Suècia, els Països Baixos, la Gran Bretanya (com ara, Escòcia), França, la península Ibèrica (Catalunya -la Selva, el Maresme, el Solsonès, el Puig d'Ossa al Barcelonès i el Parc Natural del Cadí-Moixeró- i el País Valencià) i Nord-amèrica (com ara, Califòrnia i el Quebec).

## Confusió amb altres espècies
Es pot confondre amb d'altres Clitocybe, especialment amb la també comestible Clitocybe costata, que és de color més pàl·lid, sobretot a la cama, i té el marge més ondulat i crenulat.